# Boisbergues
Boisbergues är en kommun i departementet Somme i regionen Hauts-de-France i norra Frankrike. Kommunen ligger i kantonen Bernaville som tillhör arrondissementet Amiens. År 2022 hade Boisbergues 66 invånare.

## Befolkningsutveckling
Antalet invånare i kommunen Boisbergues
| Referens: INSEE |